# Klaas Vantornout
Klaas Vantornout (Torhout, 19 maggio 1982) è un ex ciclocrossista ed ex ciclista su strada belga.

## Carriera
Nel 2010 e nel 2013 ha vinto due medaglie di argento ai Mondiali di ciclocross nella categoria Elite.

## Palmarès

### Cross
- 2003-2004

Cyclocross Ruddervoorde, 1ª prova Superprestige Under-23 (Ruddervoorde)
Internationales Radquer Steinmaur, (Steinmaur)
Koppenbergcross, Under-23 (Oudenaarde)
Cyclo-Cross International de Beuvry, (Beuvry)
Veldrit Pijnacker, 6ª prova Coppa del mondo 2003-2004 Under-23 (Pijnacker)
Vlaamse Trofee Deschacht, 8ª prova Superprestige Under-23 (Vorselaar)
- 2005-2006

Grand Prix de la Commune de Contern, (Contern)
- 2007-2008

Cyclocross Knokke-Heist, (Knokke-Heist)
Vlaamse Houtlandcross, (Eernegem)
Vlaamse Druivencross, (Overijse)
Sylvester Cyclo-cross, (Torhout)
Grand Prix de Eecloonaar, (Eeklo)
Cyclocross Heerlen, (Heerlen)
- 2008-2009

Dudzele Cross, (Dudzele)
Nacht van Woerden, (Woerden)
Cyclocross Gieten, 5ª prova Superprestige (Gieten)
Sylvester Cyclo-cross, (Torhout)
- 2009-2010

Cyclocross Otegem, (Otegem)
- 2010-2011

Noordzeecross, 8ª prova Superprestige (Middelkerke)
Grote Prijs Stad Eeklo, (Eeklo)
- 2012-2013

Kermiscross, (Ardooie)
Cyclocross Gieten, 5ª prova Superprestige (Gieten)
Campionati belgi, Elite
Cyclocross Otegem, (Otegem)
Noordzeecross, 8ª prova Superprestige (Middelkerke)
- 2013-2014

Kermiscross, (Ardooie)
Cyclocross Ruddervoorde, 1ª prova Superprestige (Ruddervoorde)
- 2014-2015

Steenbergcross, (Erpe-Mere)
Berencross, (Meulebeke)
Cyclocross Gavere, 4ª prova Superprestige (Gavere)
Campionati belgi, Elite
- 2016-2017

EKZ CrossTour #1, (Baden)
- 2017-2018

EKZ CrossTour #1, (Baden)

## Piazzamenti

### Competizioni mondiali
- Campionati del mondo di ciclocross

Sint-Michielsgestel 2000 - Junior: 10º
Heusden-Zolder 2002 - Under-23: 15º
Monopoli 2003 - Under-23: 17º
Pontchâteau 2004 - Under-23: 9º
Zeddam 2006 - Elite: 12º
Hooglede 2007 - Elite: 15º
Treviso 2008 - Elite: 10º
Hoogerheide 2009 - Elite: 10º
Tábor 2010 - Elite: 2º
Sankt Wendel 2011 - Elite: 6º
Koksijde 2012 - Elite: 6º
Louisville 2013 - Elite: 2º
Hoogerheide 2014 - Elite: 4º
Tábor 2015 - Elite: 5º

### Competizioni europee
- Campionati europei di ciclocross

Tábor 2003 - Under-23: 7º